# أوسكار دان
أوسكار دان (بالإنجليزية: Oscar Dunn)‏ هو صحفي وسياسي أمريكي، ولد في 1820 في نيو أورلينز في الولايات المتحدة، وتوفي بنفس المكان في 22 نوفمبر 1871. حزبياً، نشط في الحزب الجمهوري. وقد انتخب نائب حاكم لويزيانا ‏ (1868 – 22 نوفمبر 1871).